# Championnat d'Inde de football 1998-1999
Navigation
Saison suivante Saison suivante
La saison 1998-1999 du Championnat d'Inde de football est la troisième édition du championnat national de première division indienne. Les douze meilleurs clubs du pays prennent part au championnat organisé par la fédération. Les équipes sont réparties en deux poules, où elles rencontrent leurs adversaires deux fois, à domicile et à l'extérieur. À l'issue de cette première phase, les trois premiers de chaque groupe se retrouvent au sein de la poule pour le titre tandis que le dernier est relégué. En fin de championnat, deux clubs sont promus en National Football League.
C'est le club du Salgaocar SC qui remporte la compétition après avoir terminé en tête du classement de la poule finale, avec quatre points d'avance sur Kingfisher East Bengal et huit sur Churchill Brothers SC. C'est le premier titre de champion d'Inde de l'histoire du club.

## Les clubs participants
| - JCT Mills - East Bengal Club - Salgaocar SC - Indian Bank FC - FC Kochin - Indian Telephone Industries SC - Promu de D2 | - Dempo SC - Air India Club - Churchill Brothers SC - Mahindra United - Mohun Bagan - Tollygunge Agragami - Promu de D2 |

## Compétition
Les différents classements sont basés sur le barème de points classique (victoire à 3 points, match nul à 1, défaite à 0).

### Première phase

#### Groupe A
| Rang | Équipe                | Pts | J  | G | N | P | Bp | Bc | Diff |
| ---- | --------------------- | --- | -- | - | - | - | -- | -- | ---- |
| 1    | Mohun Bagan T         | 17  | 10 | 4 | 5 | 1 | 14 | 7  | +7   |
| 2    | JCT Mills             | 17  | 10 | 4 | 5 | 1 | 12 | 8  | +4   |
| 3    | Churchill Brothers SC | 14  | 10 | 3 | 5 | 2 | 15 | 10 | +5   |
| 4    | Tollygunge Agragami P | 14  | 10 | 3 | 5 | 2 | 9  | 8  | +1   |
| 5    | Dempo SC              | 9   | 10 | 2 | 3 | 5 | 6  | 11 | -5   |
| 6    | Air India Club        | 7   | 10 | 2 | 1 | 7 | 5  | 17 | -12  |

|  | Qualification pour la poule pour le titre                         |
|  | Relégation directe en deuxième division                           |
|  | T: Tenant du titre C: Vainqueur de la Coupe d'Inde P: Promu de D2 |

#### Groupe B
| Rang | Équipe                           | Pts | J  | G | N | P | Bp | Bc | Diff |
| ---- | -------------------------------- | --- | -- | - | - | - | -- | -- | ---- |
| 1    | Kingfisher East Bengal           | 26  | 10 | 8 | 2 | 0 | 19 | 2  | +17  |
| 2    | FC Kochin                        | 17  | 10 | 5 | 2 | 3 | 19 | 12 | +7   |
| 3    | Salgaocar SC                     | 16  | 10 | 4 | 4 | 2 | 17 | 8  | +9   |
| 4    | Mahindra United                  | 10  | 10 | 3 | 1 | 6 | 13 | 19 | -6   |
| 5    | Indian Telephone Industries SC P | 8   | 10 | 2 | 2 | 6 | 6  | 19 | -13  |
| 6    | Indian Bank FC                   | 7   | 10 | 2 | 1 | 7 | 11 | 25 | -14  |

|  | Qualification pour la poule pour le titre |
|  | Relégation directe en deuxième division   |

### Poule pour le titre
| Rang | Équipe                 | Pts | J  | G | N | P | Bp | Bc | Diff |
| ---- | ---------------------- | --- | -- | - | - | - | -- | -- | ---- |
| 1    | Salgaocar SC           | 23  | 10 | 7 | 2 | 1 | 17 | 6  | +11  |
| 2    | Kingfisher East Bengal | 19  | 10 | 5 | 4 | 1 | 14 | 8  | +6   |
| 3    | Churchill Brothers SC  | 15  | 10 | 4 | 3 | 3 | 12 | 11 | +1   |
| 4    | Mohun Bagan T'C'       | 10  | 10 | 2 | 4 | 4 | 5  | 10 | -5   |
| 5    | JCT Mills              | 9   | 10 | 1 | 6 | 3 | 8  | 9  | -1   |
| 6    | FC Kochin              | 3   | 10 | 0 | 3 | 7 | 3  | 15 | -12  |

|  | Champion d'Inde 1998-1999                                                           |
|  | Qualification pour la Coupe des clubs champions 1999-2000                           |
|  | T : Tenant du titre C : Vainqueur de la Coupe d'Inde P : Promu de deuxième division |

## Bilan de la saison
| Championnat d'Inde de football 1998-1999                        |                          |
| Champion                                                        | Salgaocar SC (1er titre) |
| Coupes et trophées                                              |                          |
| Vainqueur de la Coupe d'Inde 1998-1999                          | Mohun Bagan              |
| Qualifications continentales                                    |                          |
| Coupe des clubs champions 1999-2000                             | Mohun Bagan              |
| Coupe des Coupes 1999-2000                                      | Aucun                    |
| Promotions et relégations                                       |                          |
| Promus en Championnat d'Inde de football                        | Border Security Force    |
| Promus en Championnat d'Inde de football                        | State Bank of Travancore |
| Relégués en Championnat d'Inde de football de deuxième division | Air India Club           |
| Relégués en Championnat d'Inde de football de deuxième division | Indian Bank FC           |